# 阮氏萍
阮氏萍（發音：[ŋwiən˦ˀ˥ tʰi˧˨ʔ ʔɓïŋ˨˩]；1927年5月26日—），原名阮氏朱砂（Nguyễn Thị Châu Sa，[ŋwiən˦ˀ˥ tʰi˧˨ʔ t͡ɕəw˧˧ saː˧˧]），越南革命家、政治家和外交家。1968年至1973年間擔任越南南方民族解放陣線代表團團長，參加巴黎和平協約的談判，從而舉世聞名。1992年至2002年擔任越南社會主義共和國副主席。

## 榮譽
- 2017年8月31日被授予越南共產黨黨齡70年紀念章[1]

- 2021年10月24日被授予越南共產黨黨齡75年紀念章[2]